# Tasilikulooq
Tasilikulooq [tasilikuˈlɔːq] (nach alter Rechtschreibung Tasilikulôĸ) ist eine grönländische Schäfersiedlung im Distrikt Qaqortoq in der Kommune Kujalleq.

## Lage
Tasilikulooq liegt inmitten des Seengebiets Tasikuluulik (Vatnahverfi) östlich der Landenge Ipiutaa zwischen den beiden Seen Tasersuaq und Saqqaata Tasia. 2,3 km nordöstlich liegt die nächste Schäfersiedlung Saqqaa, während es bis zur nächstgelegenen größeren Siedlung Igaliku 17 km nach Norden sind. Die Siedlung liegt im UNESCO-Weltkulturerbe Kujataa und weist Ruinen der Grænlendingar auf.

## Bevölkerungsentwicklung
Tasilikulooq war erst 1991 erstmals bewohnt. Seither ist die Einwohnerzahl auf sieben Personen angestiegen. Einwohnerzahlen der Schäfersiedlungen sind letztmals für 2013 bekannt. Tasilikulooq wird statistisch unter „Farmen bei Eqalugaarsuit“ geführt.